# Suède aux Jeux olympiques d'hiver de 1956
Cet article contient des informations sur la participation et les résultats de la Suède aux Jeux olympiques d'hiver de 1956 à Cortina d'Ampezzo en Italie. La Suède était représentée par 60 athlètes. 
La délégation suédoise a récolté en tout 10 médailles : 2 d'or, 4 d'argent, et 4 de bronze. Elle a terminé au 5e rang du classement des médailles.

## Médailles
| Médaille                            | Nom                                                                | Sport               | Compétition                   |
| ----------------------------------- | ------------------------------------------------------------------ | ------------------- | ----------------------------- |
| Médaille d'or, Jeux olympiques      | Sixten Jernberg                                                    | Ski de fond         | 50 kilomètres hommes          |
| Médaille d'or, Jeux olympiques      | Sigvard Ericsson                                                   | Patinage de vitesse | 10 000 mètres hommes          |
| Médaille d'argent, Jeux olympiques  | Sixten Jernberg                                                    | Ski de fond         | 15 kilomètres hommes          |
| Médaille d'argent, Jeux olympiques  | Sixten Jernberg                                                    | Ski de fond         | 30 kilomètres hommes          |
| Médaille d'argent, Jeux olympiques  | Bengt Eriksson                                                     | Combiné nordique    | Hommes                        |
| Médaille d'argent, Jeux olympiques  | Sigvard Ericsson                                                   | Patinage de vitesse | 5 000 mètres hommes           |
| Médaille de bronze, Jeux olympiques | Stig Sollander                                                     | Ski alpin           | Slalom hommes                 |
| Médaille de bronze, Jeux olympiques | Lennart Larsson Gunnar Samuelsson Per-Erik Larsson Sixten Jernberg | Ski de fond         | Relais hommes 4x10 kilomètres |
| Médaille de bronze, Jeux olympiques | Sonja Edström                                                      | Ski de fond         | 10 kilomètres femmes          |
| Médaille de bronze, Jeux olympiques | Irma Johansson Anna-Lisa Eriksson Sonja Edström                    | Ski de fond         | Relais femmes 3x10 kilomètres |